# Воля-Мацькова
Воля-Мацькова (пол. Wola Maćkowa) — неіснуюче нині село у ґміні Устрики-Долішні Бещадського повіту Підкарпатського воєводства Республіки Польща. Колишнє бойківське село, з якого у 1948 році було насильно переселено все українське населення.

## Георграфія
Воля-Мацькова розташована за 9 км від Устриків-Долішніх, у 69 км від Перемишля та 49 км від Сяніка. 
На сході Воля-Мацькова межує з селом Лодина, на півдні з Дзвиняч Долішній, на заході з селом Ліщовате і на півночі з Ліскувате.
Найближче летовище у Ряшеві — «RZE» за 88.6 км від села.
Територія села з 1992 року входить до ландшафтного парку «Ґури Слонне».

## Історія
Воля-Мацькова засноване 1580 року за Волоським правом як королівське село. 
З 17 січня 1940 і до 1948 року село відносилось до Нижньо-Устрицького району Дрогобицької області України. У 1948 році було виселено усе українське населення села — 321 особа (58 сімей).

## Світлини

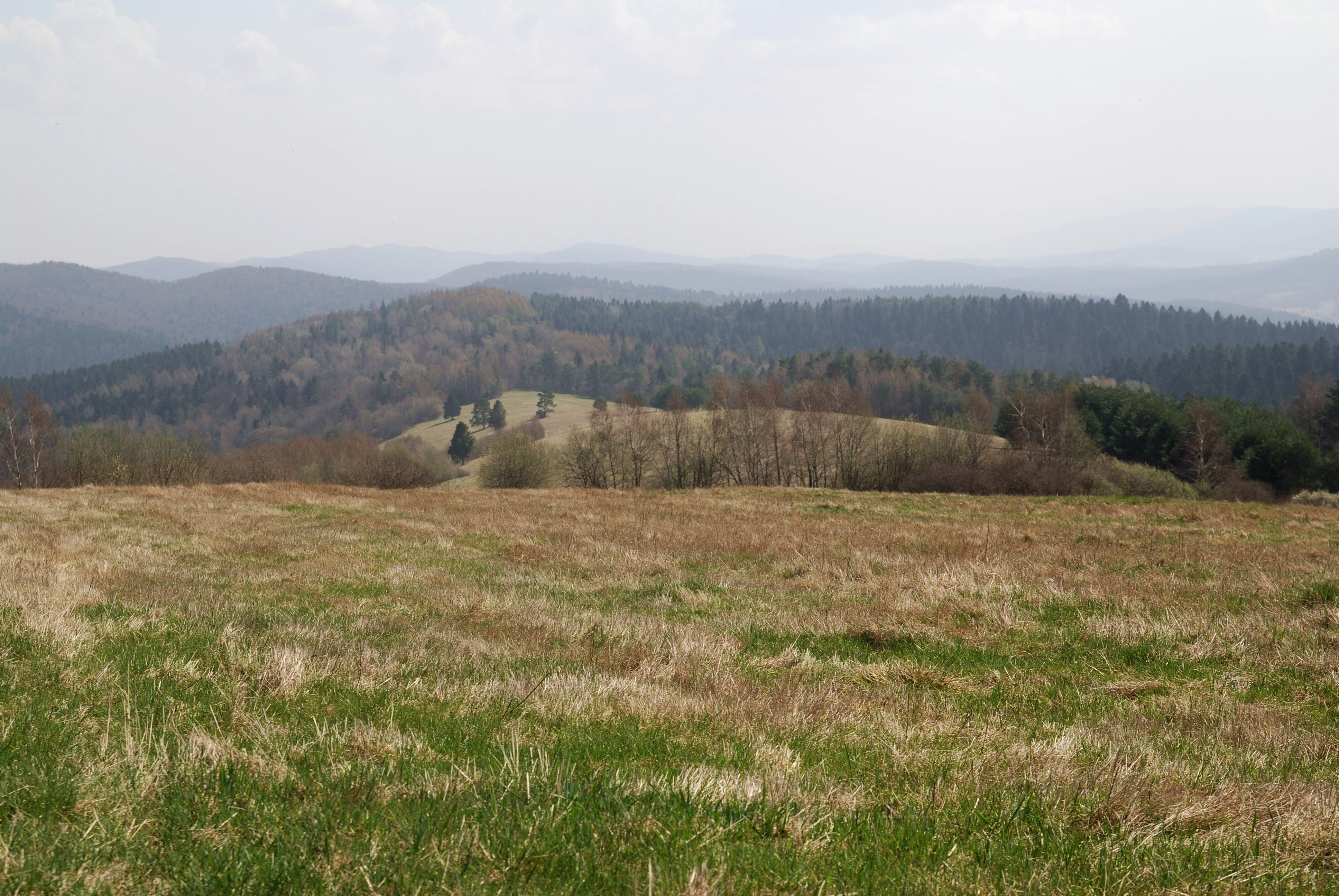
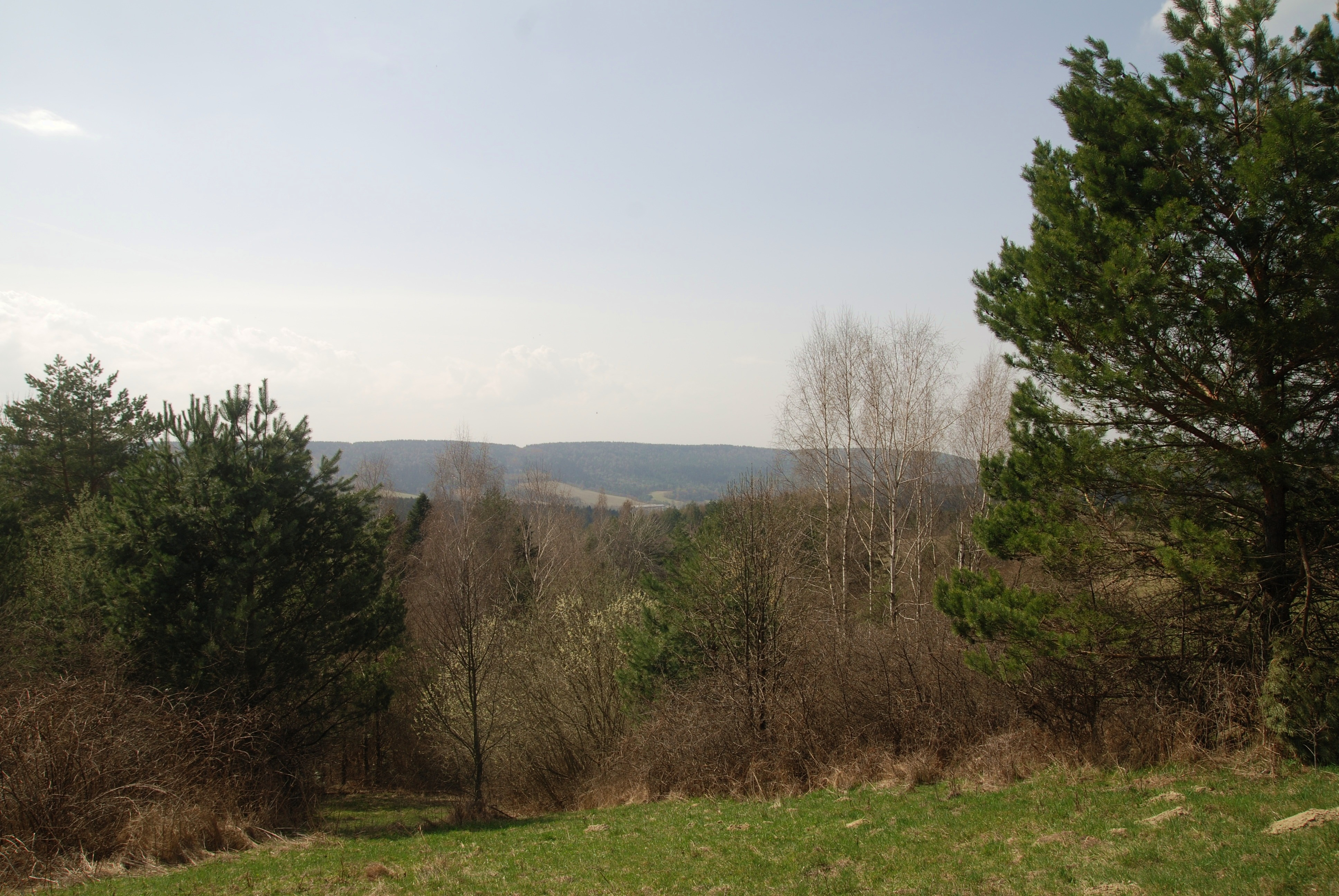
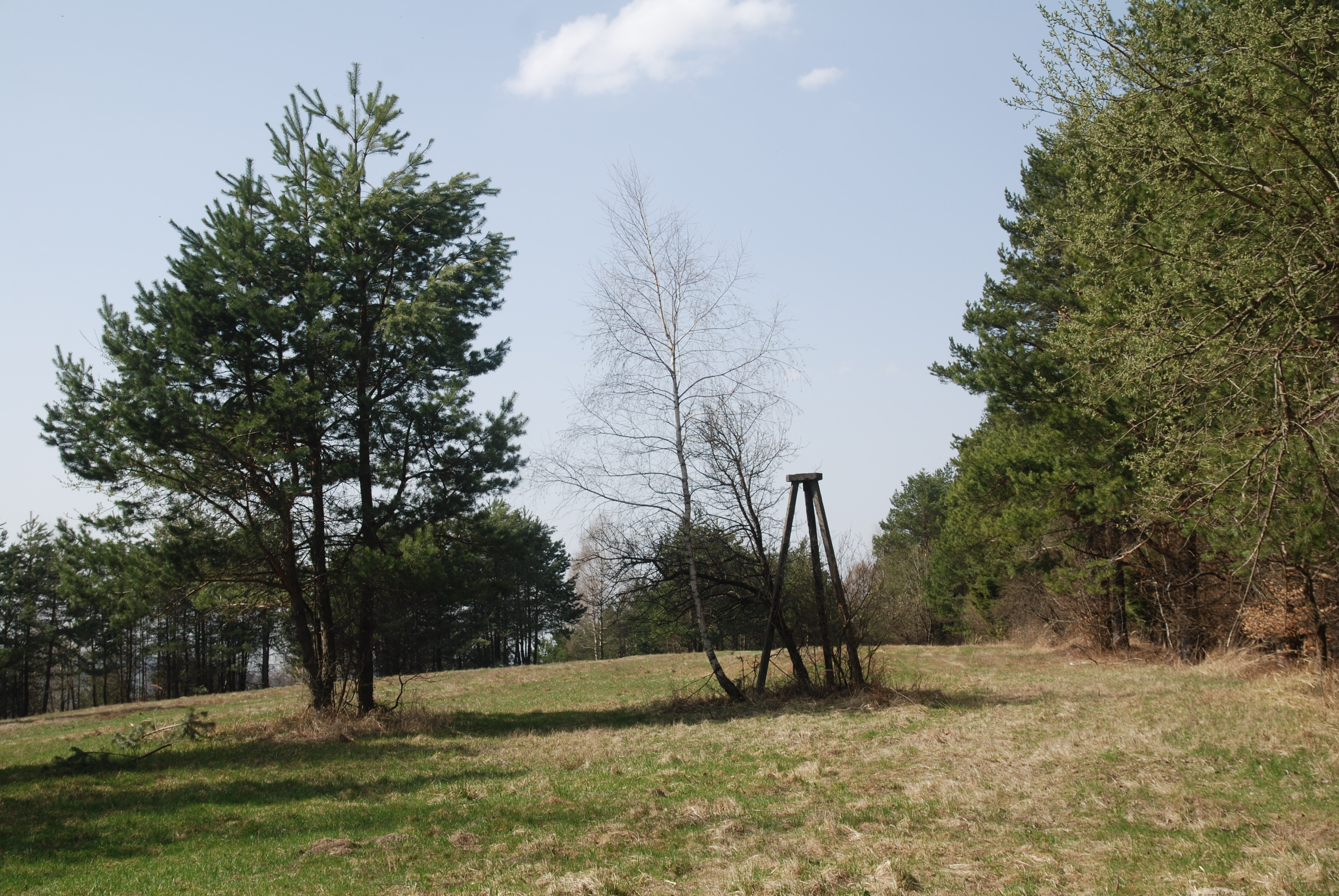
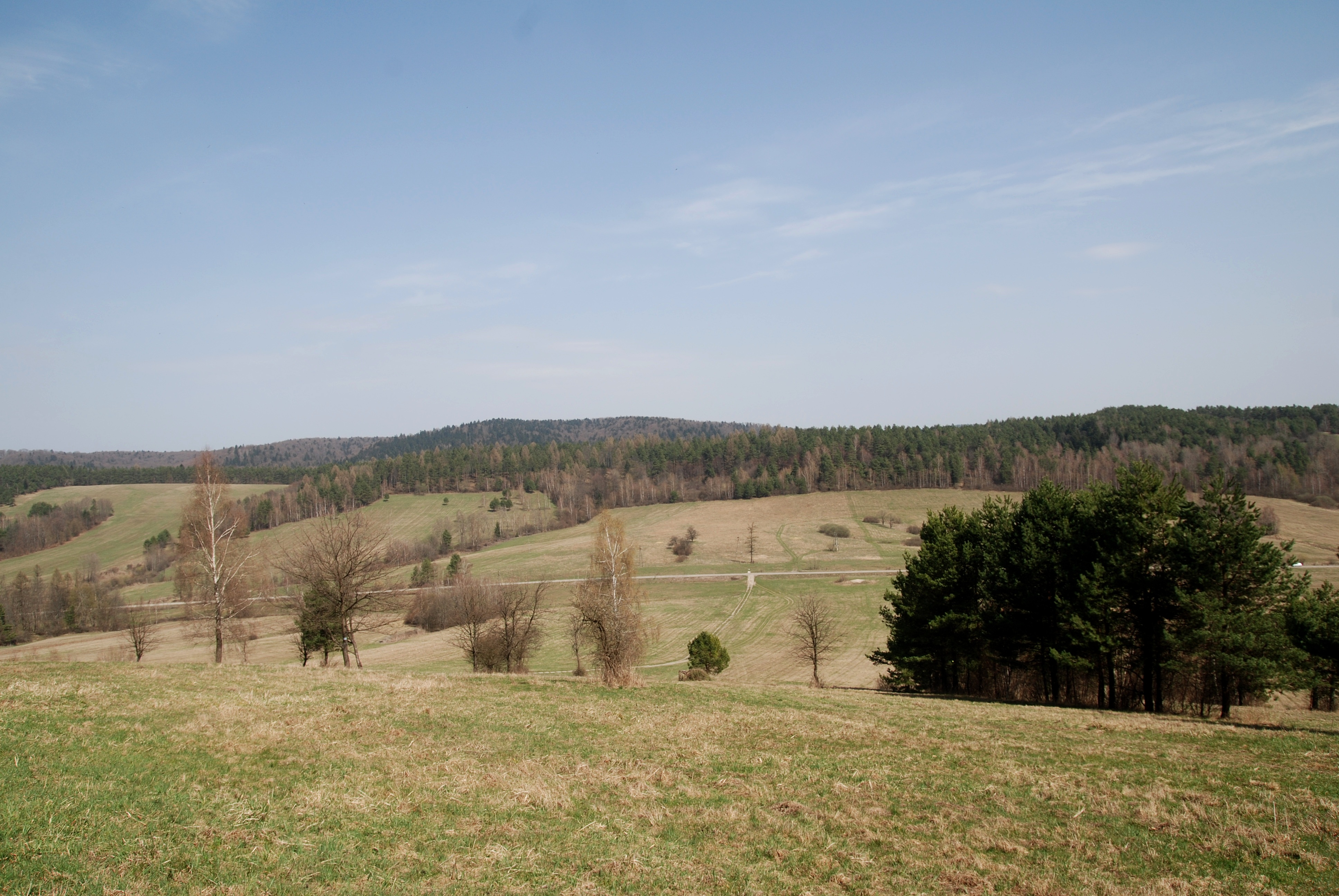
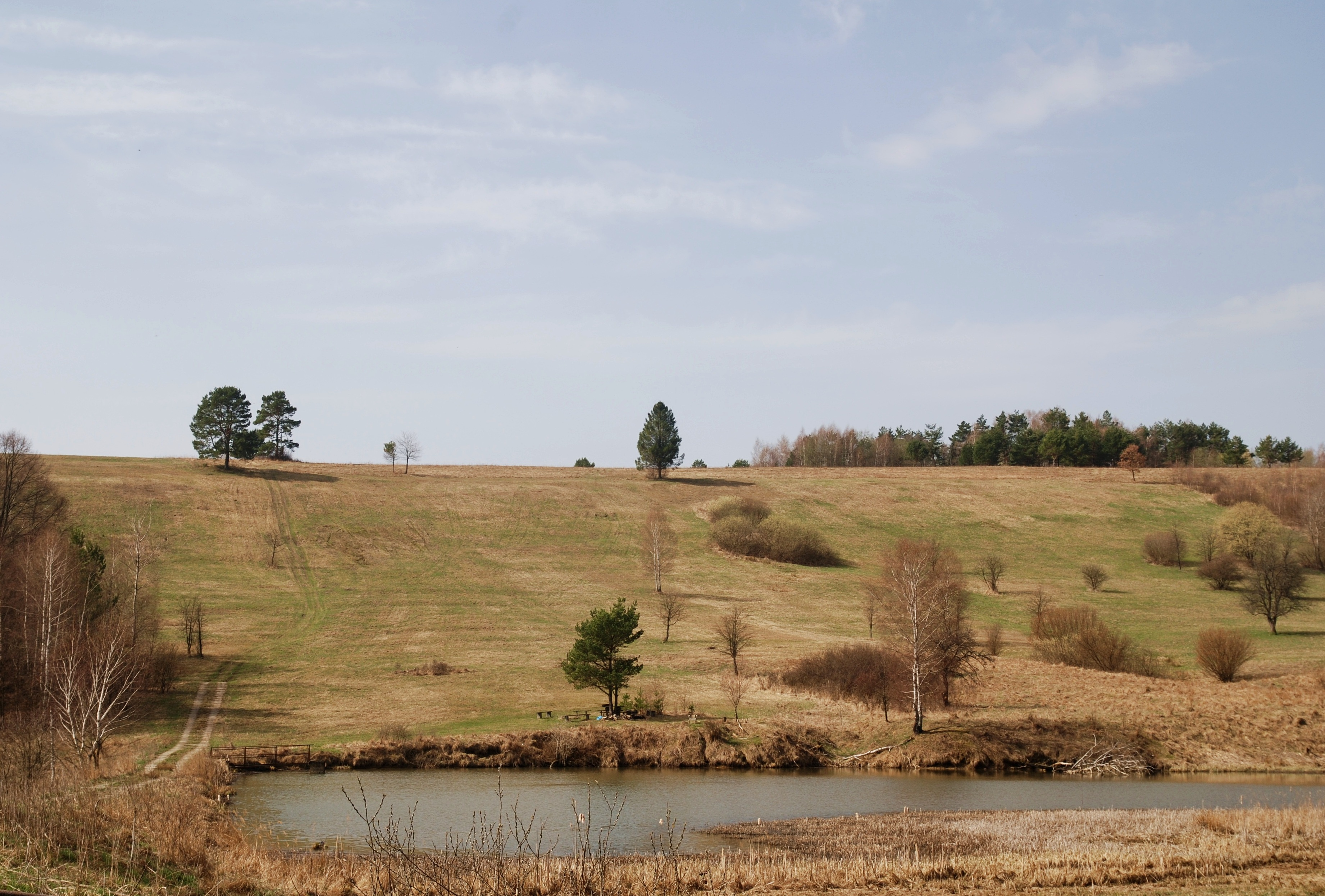
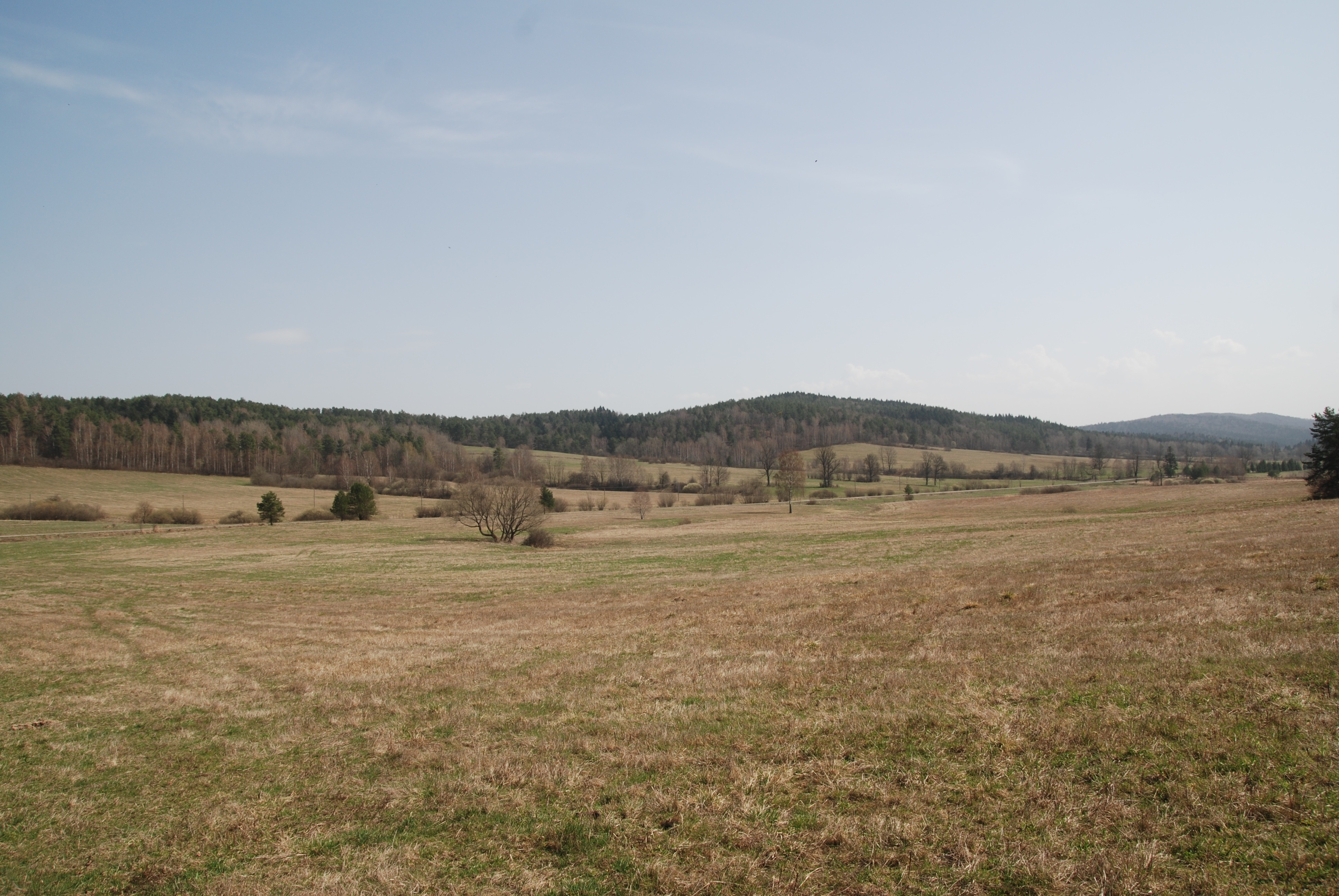

## Відомі уродженці
- Тиркала Романа Івановича (25 березня 1940 — 12 травня 2014) — кандидат економічних наук, професор кафедри банківського менеджменту Тернопільського національного економічного університету[5].